# 上行咽頭動脈咽頭枝
上行咽頭動脈咽頭枝（じょうこういんとうどうみゃくいんとうし）は、頭頸部の動脈のひとつ。上行咽頭動脈の枝である。3～4本の枝で、そのうちの2本は中咽頭収縮筋、下咽頭収縮筋、茎突咽頭筋およびその内膜等に栄養を供給する。